# Räddningsstation Storsjön
Räddningsstation Storsjön är en av Sjöräddningssällskapets räddningsstationer, den 69:e i ordningen, som ligger i Östersund vid Storsjön. Stationshuset är beläget i Östersunds båthamn. Stationen började sin verksamhet 2015 och har omkring 30 frivilliga sjöräddare. 

## Räddningsfarkoster
- Rescue 8-11, en 8,4 meter lång båt av Gunnel Larsson-klass, byggd 2000. Inköpt från Ålands Sjöräddningssällskap och driftsatt sommaren 2023.
- Rescue 7-3004, en 6,9 meter lång Alusafe med vattenjet, byggd 1995
- Rescuerunner Båtkusten.se
- Rescue S-23 Storsjön, en 5,55 meter lång täckt Ivanoff Hovercraft svävare, byggd 2020